# 그냥노창
그냥노창(본명: 노창중, 1991년 9월 24일 ~ )은 힙합 래퍼이자 프로듀서이다. 초창기에는 노창이라는 예명으로 활동하기도 하였으며, 이전에는 천재노창이라는 예명으로 활동했다.
2009년, 'mixtape Vol.1 <답해 내게, The King of VARIN>' 을 발표한 바 있으며 리스너들에겐 한국어의 무궁무진한 가능성을 담은 노래 '세계ILL주'를 통해 알려진 바 있는 뮤지션이다. 2010년 라쇼컬쳐스에 입단해 앨범 커버를 비롯해 곡들의 프로듀싱, 작사, 보컬, 랩, 엔지니어링 모두 홀로 작업하여 EP 앨범 '기억시옷' 을 발매했다. 2011년 즉흥적으로 만들어낸 비트 위에 곡을 마무리하는 식으로 38곡을 만든 앨범 《이런날이뻐해》를 무료 배포했다. 또한, 38개의 모든 곡마다 아트 워크를 직접 그려 곡에 대한 생각을 그림으로 표현해 냈다. 2012년 스윙스가 이끄는 레이블, 저스트뮤직에 입단해 스윙스의 오피셜 믹스테잎 'Punchline King III'에 피쳐링과 프로듀싱에 참여했다. 이 때부터 예명을 노창에서 천재노창(Genius Nochang)으로 변경하였다. 저스트뮤직의 컴필레이션 앨범 파급 효과 (Ripple Effect)에 전곡 프로듀서로 참여했다. 천재노창 특유의 비트 색에 멤버들의 랩이 묻히지 않고 잘 버무려져, 이 앨범은 명반으로 극찬을 받았다. 2014년 저스트뮤직 컴필레이션 앨범 파급 효과와 더불어 천재노창의 이름이 널리 알려진 데에는 쇼미더머니 3에서 저스트뮤직 멤버 바스코 (현 빌스택스), 씨잼의 곡에 작곡, 편곡, 피쳐링으로 참여한 것 역시 한 몫 했다.
2015년에는 싱글 'All Day', EP 'MY NEW INSTAGRAM : MESURECHIFFON', 싱글 '힙합', 싱글 'GOD' 등을 발표해 많은 작업량을 보여주다가 11월 20일부로 정신 질환이 심해져 잠정적 활동 중단을 선언했으나, 2016년 1월 15일 싱글 'Indigo Child'에 참여함으로써 복귀하였으며, 그 해 2월 13일 저스트뮤직 단독 콘서트를 통해 복귀 후 첫 무대에 섰다. 그러나 다시 잠적하며 여러 루머들이 돌다 한요한의 인스타를 통해 다시 모습을 보였고, 앨범 '미도+길이' 로 자신의 그동안 있었던 일들을 노래에 담고 새 앨범 '춤추자'로 다시 활동을 하는 중이다. 2019년 자신의 예명을 그냥노창으로 변경하였다.

## 음반

### 정규
- 춤추자 (2019)

#### EP
- 기억시옷 (2010)
- MY NEW INSTAGRAM : MESURECHIFFON (2015)

#### 믹스테잎
- 답해 내게, The King of VARIN (2009)
- 이런날 이뻐해 (2011)
- 가요리믹스 (2012)

#### 싱글
- 무와뷰이풀 (2012)
- 억지로웃지않ㄹ위치ㄹ (2013)
- Hong Kiyoung #1 (2013)
- All Day (2015)
- 힙합 (2015)
- God (2015)
- 미도+길이 (2019)

## 참여 음반
- 베이식 (Basick) - Foundation Vol. 3 - My Time
- 스윙스 (Swings) - Swings #1 Mixtape Vol. II - Still Not Over
- 스윙스 (Swings) - Swings #1 Mixtape Vol. II - Hard To Understand
- 바스코 (Vasco) - 4집 Guerrilla Muzik Vol. 3 `Exodos` - All We Go To Hell
- 저스트뮤직 (Just Music) - 파급 효과 (Ripple Effect)
- 스윙스 (Swings) - 감정기복 II Part 2 : 강박증 (Obsessive Compulsive Disorder) - 역주행
- 블랙넛 (Black Nut) - 100
- 스윙스 (Swings) - Vintage Swings - I'll Be There 2014
- 바스코 (Vasco) - EP Code Name 211 - Bang Bang, 말달리자, DON, DON (JM Remix)
- 기리보이 (Giriboy) - 2집 성인식 - 잘 지내냐
- 씨잼 (C Jamm) - 1집 Good Boy Doing Bad Things - 걍 음악이다 Remix
- 노머시(No Mercy) - No Mercy Part.5 '히읗'
- 박재범 (Jay Park) - 3집 World Wide - 원해 (WANT IT)
- 저스트뮤직 (Just Music) - Indigo Child
- 바스코 (Vasco) - YEYE
- 빌스택스 (Bill Stax) - Bill Stax Mixtape [Buffet] - Sushi
- 저스트뮤직 (Just music) - 우리 효과 (We Effect)
- 한요한 (Yohan) - 한요한 EP [칼춤] - (Bonus Track) 달려
- 스윙스 (Swings) - [부스러기 (Crumbs)] Mixtape Vol.1 - 좇됐다